# Clive Rowlands
Pour les articles homonymes, voir Rowlands.

a Compétitions nationales et continentales officielles uniquement.

b Matchs officiels uniquement.
Daniel Clive Thomas Rowlands, né le 14 mai 1938 à Upper Cwmtwrch et mort le 29 juillet 2023, est un joueur de rugby à XV qui a joué avec l'équipe du pays de Galles évoluant au poste de demi de mêlée. Il devient par la suite entraîneur de la sélection nationale galloise.

## Biographie

### Carrière de joueur
Il joue successivement avec les clubs du Abercrave RFC, Pontypool RFC, Llanelli RFC et Swansea RFC. Il est le capitaine de Pontypool en 1962–63, et de Swansea en 1967–68. Il dispute son premier test match le 19 janvier 1963 contre l'équipe d'Angleterre, et son dernier test match contre l'équipe de France le 27 mars 1965 lors du Tournoi des cinq nations 1965 remporté par le pays de Galles. Il dispute quatorze matchs avec le pays de Galles, tous en tant que capitaine. Sous son capitanat, l'équipe remporte la Triple couronne.

### Carrière d'entraîneur et dirigeant
Après sa carrière de joueur, Rowlands devient entraîneur de l'équipe du pays de Galles (29 matchs entre 1968 et 1974), le plus jeune entraîneur de l'équipe nationale. Sous sa conduite, l'équipe remporte le Grand Chelem en 1971. Il dirige la sélection nationale galloise lors de 29 rencontres pour un bilan de 18 victoires, 4 nuls et 7 défaites. Il devient ensuite le manager de la tournée des Lions britanniques en Australie en 1989 et responsable des Lions lors de leur match contre l'équipe du reste du monde en 1986. En 1987, Rowlands est manager de la coupe du monde de rugby 1987, puis président de la fédération du pays de Galles de rugby à XV en 1989.

## Palmarès

### En tant que joueur
- Vainqueur du Tournoi des Cinq Nations en 1964 (partagée) et 1965

### En tant qu'entraîneur
- Vainqueur du Tournoi des Cinq Nations en 1969, 1971 (Grand Chelem) et 1973 (partagée)

## Statistiques en équipe nationale
- 14 sélections en équipe nationale
- Sélections par année : 5 en 1963, 5 en 1964, 4 en 1965
- Tournois des Cinq Nations disputés : 1963, 1964, 1965